# Distretto di Independencia (Lima)
Il distretto di Independencia (spagnolo: Distrito de Independencia) è un distretto del Perù che appartiene geograficamente e politicamente alla provincia e dipartimento di Lima.